# Missulena torbayensis
Missulena torbayensis är en spindelart som beskrevs av Main 1996. Missulena torbayensis ingår i släktet Missulena och familjen Actinopodidae.
Artens utbredningsområde är Western Australia. Inga underarter finns listade i Catalogue of Life.